# پاسخ (فیلم ۲۰۰۰)
پاسخ (به هندی: Pukar) یا تماس فیلمی محصول سال ۲۰۰۰ و به کارگردانی راجکومار سانتوشی است. در این فیلم بازیگرانی همچون آنیل کاپور، مادهوری دیکشیت، نامراتا شیرودکار، دنی دنزونگپا، اوم پوری، کولبوشان کارباندا، شیواجی ساتام، فریده جلال، روهینی هاتانگادی، گیریش کارناد، آنجان سیرواستاو، موکش ریشی، یاشپال شارما، پرابو دوا ایفای نقش کرده‌اند.